# Autofabricantes
Autofabricantes es una asociación cultural que nació en Madrid en 2015 como un grupo de trabajo en Medialab-Prado, con el fin de diseñar prótesis de manos bioeléctricas y mecánicas para niñas y niños usando código abierto y la investigación del conocimiento colectivo proveniente de personas con diversidad funcional, sus familiares y una comunidad multidisciplinar de terapeutas, ingenieros y maestros. De 2017 a 2019 recibió financiación de la Fundación Daniel y Nina Carasso, y desde 2020 forma parte de grupo de emprendedores sociales de la Fundación Ashoka.

## Historia
Luego de la investigación iniciada por Francisco Díaz en el colectivo sevillano EXando una Mano, dedicado a la autofabricación de prótesis en código abierto, nació el 20 de octubre de 2015 Autofabricantes, como parte de un grupo de trabajo de Medialab Prado, con el proyecto MYO cuyo objetivo era diseñar y fabricar una prótesis mioléctrica; y que posteriormente pasó a formar parte del Laboratorio de Prototipado, PrototipaLab. Los miembros de este grupo de trabajo se reúnen todos los lunes en Fablab de Medialab-Prado.
Desde octubre de 2016, Autofabricantes trabaja en el proyecto SuperGiz para el diseño de prótesis con gádgets intercambiables en código abierto de manos y brazos para niños, en el que no se imita la forma y función de una mano, usando materiales de impresión 3D adaptables y duraderos.
Las investigaciones y experiencia de Autofabricantes están orientadas a proporcionar prótesis personalizadas y adaptables a cada niña y niño, haciendo accesible la tecnología a través del código abierto de forma gratuita, mejorando su calidad de vida. Además, ofrecen talleres gratuitos con profesionales del ámbito sociosanitario, diseñadores, terapeutas ocupacionales y familias para obtener datos para sus desarrollos tecnológicos. Todas las líneas de trabajo de Autofabricantes, como parte de Medialab Prado están conectadas entre sí y reciben apoyos de otras instituciones.
El trabajo y la experiencia de Autofabricantes es compartida en diferentes eventos y conferencias relacionadas con la salud, el diseño y la tecnología.

## Reconocimientos
De 2017 a 2019, Autofabricantes recibió financiación de la Fundación Daniel y Nina Carasso, para dirigir el Laboratorio Cuerpo, Salud y Autonomía, el cual investiga sobre arte, ciencia y sociedad, para mejorar la salud y calidad de vida de las comunidades, y que se desarrolla dentro del laboratorio Prototipalab de Medialab-Prado, y del cual surgió la línea de investigación para generar nuevas estéticas y espacios de inclusión entre arte y diversidad denominado LATE! - Laboratorio Tecnología, Arte, Cuerpo y Dispositivos Extracorporales.
En 2020 la Fundación Ashoka, que impulsa a líderes de innovación social, reconoció a Díaz como emprendedor social, en la categoría participación ciudadana-cívica-salud por su proyecto Autofabricantes.
En 2021, recibieron el Premios ADI Cultura 2020 que otorga la Asociación de Diseño Industrial ADI-FAD que reconoce los proyectos que fomentan el diseño y la cultura.  Como parte de las actividades relacionadas con este premio, también formaron parte de la exposición El mejor diseño del año, que reunió a las obras más significativas del 2020 en el Museo del Diseño de Barcelona.